# Golfbaan Zuid-Drenthe
Golfbaan Zuid-Drenthe, voorheen Green Meet*s, is een golfbaan op het Amsterdamsche Veld in Erica, een dorp in de gemeente Emmen.
De golfbaan had sinds 2009 zes holes. De baan werd in 2011 uitgebreid tot een 9-holes golfbaan die door Michiel van der Vaart van Gerard Jol Design werd ontworpen. Hiermee beschikt Golfbaan Zuid-Drenthe over een officiële 9-holes Championship Course. Uniek aan de baan is dat bij alle holes water betrokken is en op de meeste holes afgeslagen dient te worden over water. 

## Faciliteiten
- Driving Range
 
- Putting green

- Chipping green (inclusief oefenbunker)

- Par-3 baan

## Trivia
- Amsterdamsche Veld is een voormalig veengebied, dat door Amsterdammers in 1850 werd gekocht. Het afgegraven veen werd via het Dommerskanaal en de     Verlengde Hoogeveense Vaart afgevoerd.
- In september 2015 ontving Golfbaan Zuid-Drenthe het prestigieuze GEO Certificate voor duurzaamheid.
- Golfbaan Zuid-Drenthe is in 2016 gekozen als best gewaardeerde 9-holes golfbaan van Nederland. 
- Golfbaan Zuid-Drenthe is de uitvalsbasis van golfvereniging 'Golfclub Zuid-Drenthe'.